# Portrait d'un jeune homme (Giorgione, Budapest)
Portrait d'un jeune homme ou Portrait d'un jeune est une peinture réalisée vers 1508-1510, attribuée au peintre italien Giorgione et conservée au Musée des Beaux-Arts de Budapest. Certains auteurs l'ont plutôt attribué au collaborateur de Giorgione, Giovanni Cariani.

## Description
L'œuvre a été réalisée tardivement dans la carrière de l'artiste, le parapet et le fond sombre témoignant de l'influence des modèles flamands. Le parapet porte l'inscription « V » sur un bouclier, peut-être un symbole du mot latin « virtus », signifiant Vertu ou Courage, et un ancien camée romain avec une triple tête féminine et un minuscule cartellino portant une inscription presque illisible. Certains identifient ainsi le sujet de l'œuvre au poète Antonio Broccardo.

## Source de traduction
- (en) Cet article est partiellement ou en totalité issu de l’article de Wikipédia en anglais intitulé « Portrait of a Young Man (Giorgione, Budapest) » (voir la liste des auteurs).